# Comté de LaRue
Le comté de LaRue est un comté situé dans l'État du Kentucky aux États-Unis. Son siège est Hodgenville. Selon le recensement de 2000, sa population était de 14 193 habitants.